# Schorbach
Schorbach ist eine französische Gemeinde mit 541 Einwohnern (Stand 1. Januar 2022) im Département Moselle in der Region Grand Est (bis 2015 Lothringen). Sie gehört zum Arrondissement Sarreguemines und zum Kanton Bitche.
Die Einwohner nennen sich auf Französisch Schorbachois. Sie tragen weiterhin auch den Spitznamen Wurschtknipper, was sich auf das jährliche Wurschtfescht bezieht, das am Saint-Rémi-Festtag stattfindet.

## Geografie
Schorbach liegt ca. sieben Kilometer südöstlich der Grenze zum Saarland, etwa zehn Kilometer südlich der Grenze zu Rheinland-Pfalz und vier Kilometer nordöstlich von Bitche auf einer Höhe von  295 m ü. NHN. Das Gemeindegebiet ist Teil des Naturparks Nordvogesen.

## Geschichte
Der Name Schor-Bach, was Sumpfschildkröten-Bach bedeuten soll, tauchte erstmals im Jahr 1210 auf. Der Ort gehörte lange zur Grafschaft Zweibrücken-Bitsch.
Sehr früh war Schorbach, ausgehend vom Kloster Hornbach, Sitz einer Kirchengemeinde und blieb bis zur Revolution Zentralkirche für die umliegenden Ortschaften.
Das Gemeindewappen zeigt das stilisierte Schorbacher Beinhaus und oben das Symbol der Grafen von Eberstein, einer Nebenlinie des Hauses von Eberstein.
Zu Beginn des Zweiten Weltkrieges wurden die Einwohner in das Département Charente evakuiert. Schorbach wurde am 16. März 1945 von den Amerikanern befreit.

### Bevölkerungsentwicklung
| Jahr      | 1962 | 1968 | 1975 | 1982 | 1990 | 1999 | 2007 | 2019 |
| Einwohner | 678  | 694  | 695  | 636  | 649  | 621  | 589  | 540  |

## Kultur und Sehenswürdigkeiten
Die auf einen 1143 geweihten Vorgängerbau zurückgehende Kirche Saint Rémi, die auf einem Felsen den unteren Ort überragt, war über viele Jahrhunderte die zentrale Pfarrkirche im Bitscher Land. Der Kirchengründer ist nicht bekannt, sie wird aber in der Heimatkunde oft auf Berthold von Eberstein zurückgeführt, dessen Sohn Eberhard III. um 1200 seine Patronatsrechte an die nahe gelegene Abtei Sturzelbronn abtrat. Eberhards Tochter Agnes heiratete 1239 Graf Henri II. von Zweibrücken-Bitsch.
Aus der Gründungszeit ist noch ein quadratischer Turm erhalten, das Kirchenschiff ist gotisch. Allerdings wurde im Jahr 1774 eine umfangreiche Restaurierung der baufälligen Anlage vorgenommen.
Besonders bekannt ist Schorbach für das noch aus romanischer Zeit stammende Beinhaus (Ossuarium) am Eingang zum ehemaligen Kirchhof.

### Centre d'Arts Grosser Garten
Das Kunstzentrum Grosser Garten liegt am Rande von Schorbach.
Es stellt in einer permanenten Ausstellung moderne Skulpturen mit religiösen Motiven aus und zusätzlich in wechselnden Ausstellungen Bilder, Skulpturen und andere Objekte. Das Kunstzentrum wurde von dem Ehepaar Reslinger gestiftet und wird von ihrer Stiftung und der Gemeinde unterhalten. Die Gründung geht auf eine Begegnung mit dem polnischen Bildhauer Joseph Pyrz zurück. Eine große Anzahl seiner Werke sind hier zu sehen, insbesondere seinen Zyklus Zehn Gebote.
In einem neuen Anbau wird der Calendrier pour la Paix (Kalender für den Frieden) des lothringischen Künstlers Joseph Kriegel ausgestellt, 365 Reliefs aus Buntsandstein. Die Gebäude wurden 2013 von dem Pariser Architekten Gabriel Marot entworfen. Die Gebäude sind auf Pfosten gestellte Holzrahmenbauten mit viel Glas. Schorbach liegt im ehemals deutschsprachigen Teil Lothringens, daher der deutsche Name.

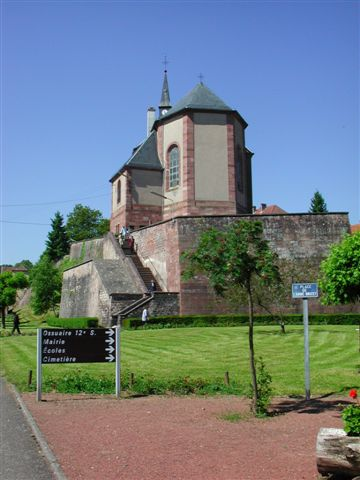
Kirche St. Remigius
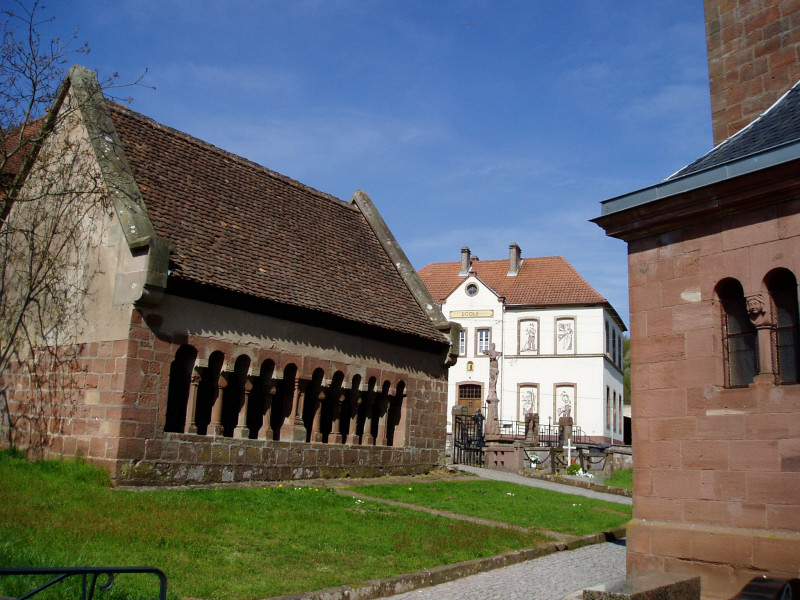
Romanisches Beinhaus
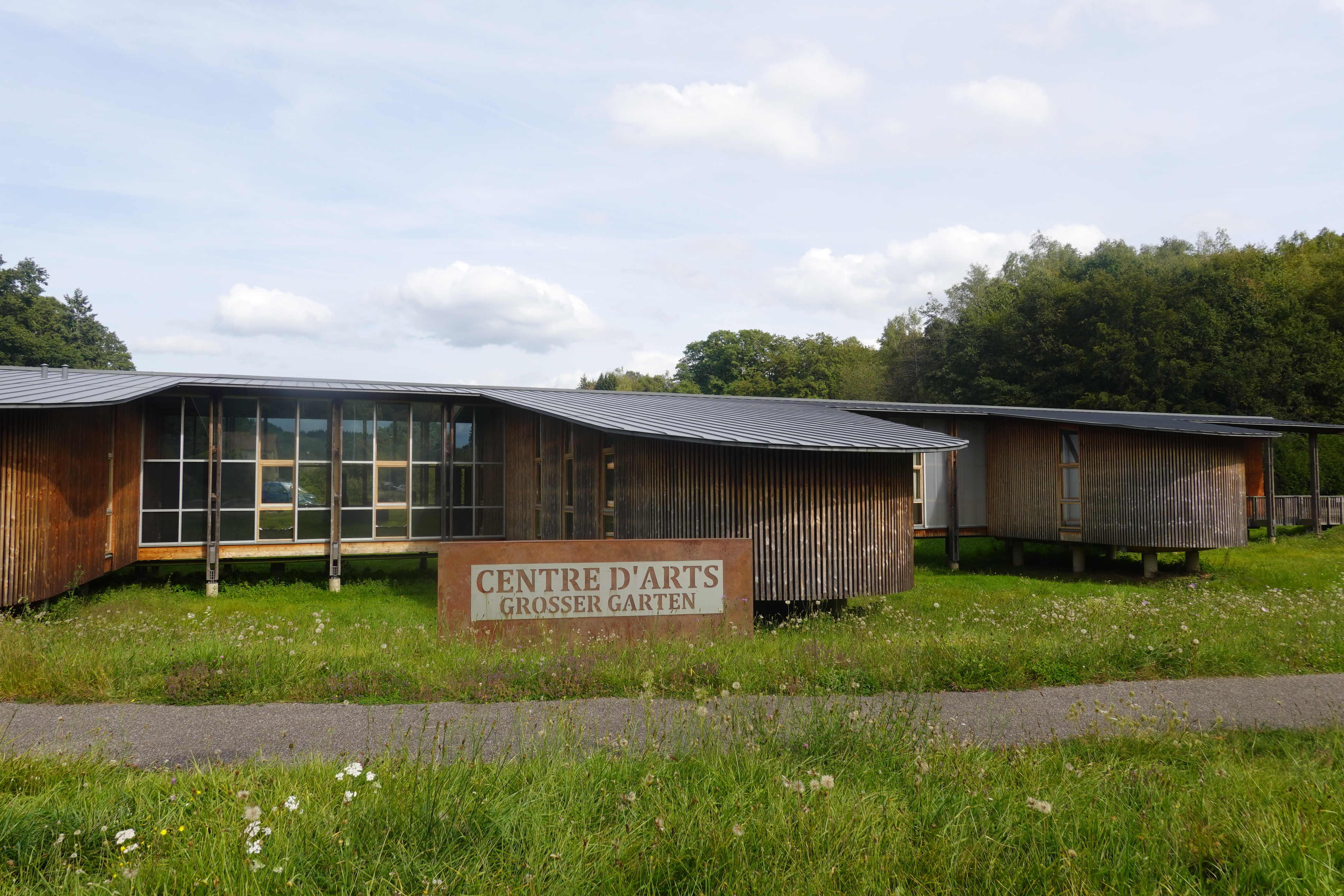
Centre d'Arts Grosser Garten
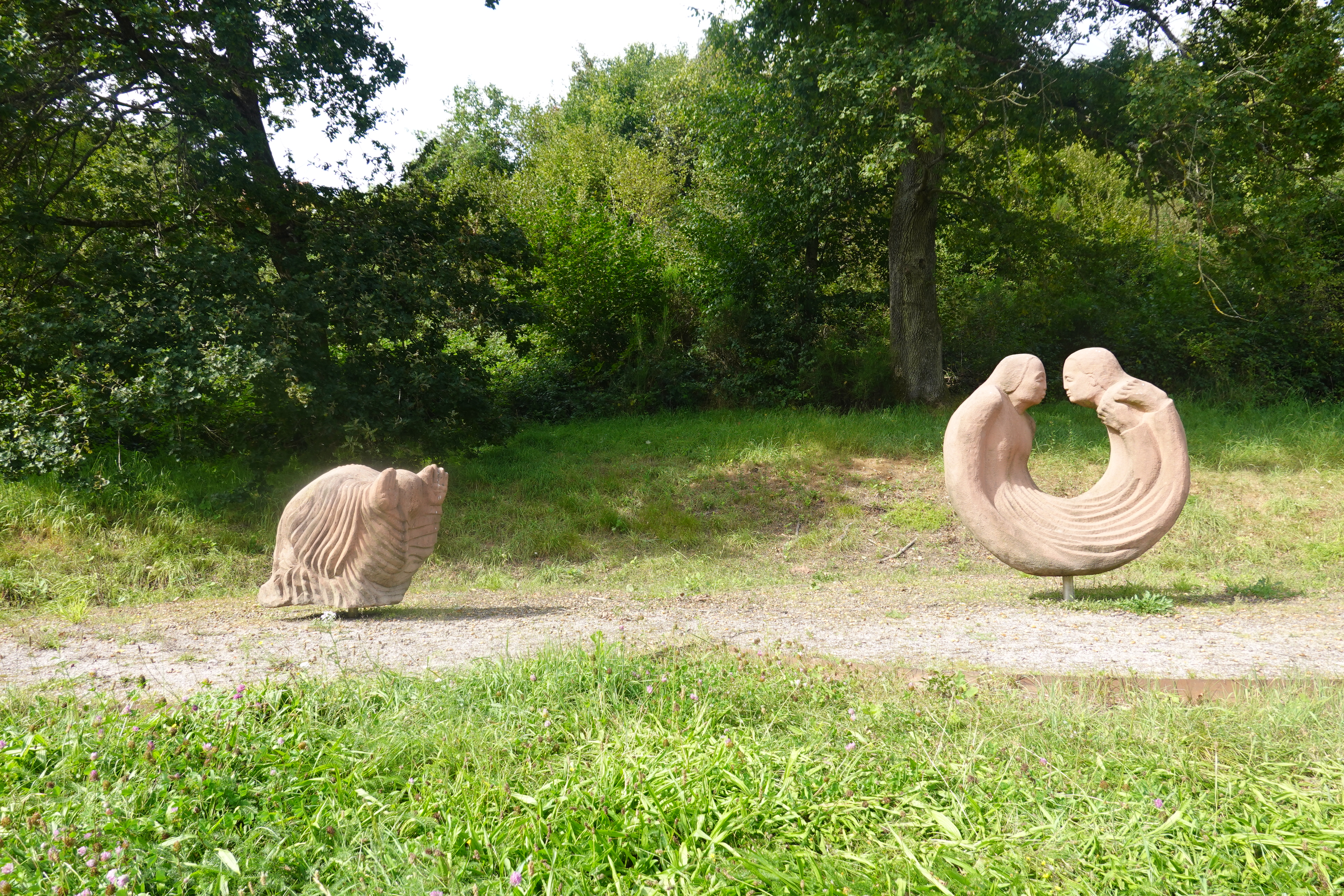
Joseph Pyrz Skulpturen

## Persönlichkeiten
- Livarius Oliger (1875–1951), Franziskaner und Ordenshistoriker

## Belege
1. ↑  Les Cahiers Lorrains, n°3, 1960.
2. ↑  Wappenbeschreibung auf genealogie-lorraine.fr (französisch)
3. ↑  Kerstin Gallmeyer: Ein Deal mit dem lieben Gott. In: SR3 Saarlandwelle. 18. Juli 2018, abgerufen am 17. April 2024.
4. ↑  Centre d'Art Grosser Garten. Centre d'Art Grosser Garten, 2024, abgerufen am 17. April 2024 (französisch).
5. ↑  Schorbach, Kunstzentrum Grosser Garten. In: Wege zum Holz. Landesforsten Rheinland-Pfalz, 2021, abgerufen am 17. April 2024.